# Yuhanna al-Armani
Yuhanna al-Armani al-Qudsi (asi 1720 – 1786) byl osmanský umělec arménského původu, žijící v osmanském Egyptě. Je nejznámější svými náboženskými díly, především pro koptické ikony, které zdobí kostel El Muallaqa ve Staré Káhiře.
Yuhanna působil jako obyčejný člověk, který později získal status díky své tvrdé práci. Nebyl příliš bohatý, ale dalo by se říct, že si na svou dobu užíval určitého komfortu. Byl na stejném výsluní jako ostatní umělci žijící v Káhiře, či jiných velkých osmanských městech.